# Зевгитана
Зевгитана (Zeugitana regio) — одна из семи областей в западной части Северной Африки.
Северная часть римской провинции Африка, орошаемая рекой Баград (северная часть нынешнего Туниса). В ней находились города Карфаген, Утика и Гиппо Диарритус (Бизерта). В тех краях пострадали многие христианские мученики, в частности, Валериан из Аббенцы. Входила Зевгитана в Диоцез Африка.